# Silene ozyurtii
Silene ozyurtii är en nejlikväxtart som beskrevs av Aksoy och Hamzaoglu. Silene ozyurtii ingår i släktet glimmar, och familjen nejlikväxter. Inga underarter finns listade i Catalogue of Life.